# Дікман-стріт
Дікман-стріт (англ. Dyckman Street) — вулиця в нейборгуді Інвуд на Мангеттені, Нью-Йорк. Зазвичай її вважають перехресною вулицею, оскільки вона пролягає від річки Гудзон до річки Гарлем і перетинає Бродвей. Однак у своїй справжній географічній орієнтації Дайкман-стріт проходить приблизно з півночі-північного заходу на південь-південного сходу, і більша частина вулиці, що лежить на південний схід від Бродвею, проходить ближче до напрямку північ-південь, ніж схід-захід.

## Назва
Дікман-стріт названа на честь голландського фермера Вільяма Дікмана, чия родина володіла понад 11 000 000 квадратних футів сільськогосподарських угідь у цьому районі. Фермерський будинок Дайкмана, розташований неподалік на розі Бродвею та 204-ї вулиці, був побудований Вільямом Дікманом в 1784 році і є найстарішим фермерським будинком на Мангеттені, що залишився до наших днів.